# Argélia nos Jogos Olímpicos de Verão de 2012
A Argélia competiu nos Jogos Olímpicos de Verão de 2012, que aconteceram na cidade de Londres, no Reino Unido, de 27 de julho até 12 de agosto de 2012.

## Desempenho

### Atletismo
Masculino
| Taoufik Makhloufi | 1500 m masculino | 3min35s15 | 1°  | 3min42s24 | 14° | 3min34s08 | Medalha de ouro |             |             |
| Issam Nima        | Salto triplo     | 16,50m    | 15º |           |     |           |                 | Não avançou | Não avançou |

### Boxe
Abdelhafid Benchabla foi qualificado para os jogos por ganhar a modalidade de peso médio-pesado nas finais da Série Mundial de Boxe. 
- Abdelhafid Benchabla - categoria de peso a ser decidida.

### Halterofilismo
Masculino
| Atleta       | Evento | Arranque (kg) | Arremesso (kg) | Total (kg) | Posição |
| ------------ | ------ | ------------- | -------------- | ---------- | ------- |
| Walid Bidani | -105kg | 160,0         | 180,0          | 340,0      | 14º     |

### Natação
Masculino
| Atletas      | Evento      | Eliminatórias | Eliminatórias | Semifinal   | Semifinal   | Final       | Final       |
| Atletas      | Evento      | Tempo         | Posição       | Tempo       | Posição     | Tempo       | Posição     |
| ------------ | ----------- | ------------- | ------------- | ----------- | ----------- | ----------- | ----------- |
| Nabil Kebbab | 100 m livre | 50s37         | 33º           | Não avançou | Não avançou | Não avançou | Não avançou |

### Remo
Remadores argelinos conseguiram vaga para as seguintes provas:
- Skiff simples feminino - 1 atleta - vaga conquistada após o segundo lugar na qualificatória africana dessa prova, realizada na cidade de Alexandria, no Egito.

### Tiro
Masculino
| Atleta      | Evento                | Qualificação | Qualificação | Final       | Final       | Posição |
| Atleta      | Evento                | Placar       | Posição      | Placar      | Total       | Posição |
| ----------- | --------------------- | ------------ | ------------ | ----------- | ----------- | ------- |
| Fateh Ziadi | Pistola de ar de 10 m | 562          | 43º          | Não avançou | Não avançou | 43º     |